# Худяков, Николай Александрович

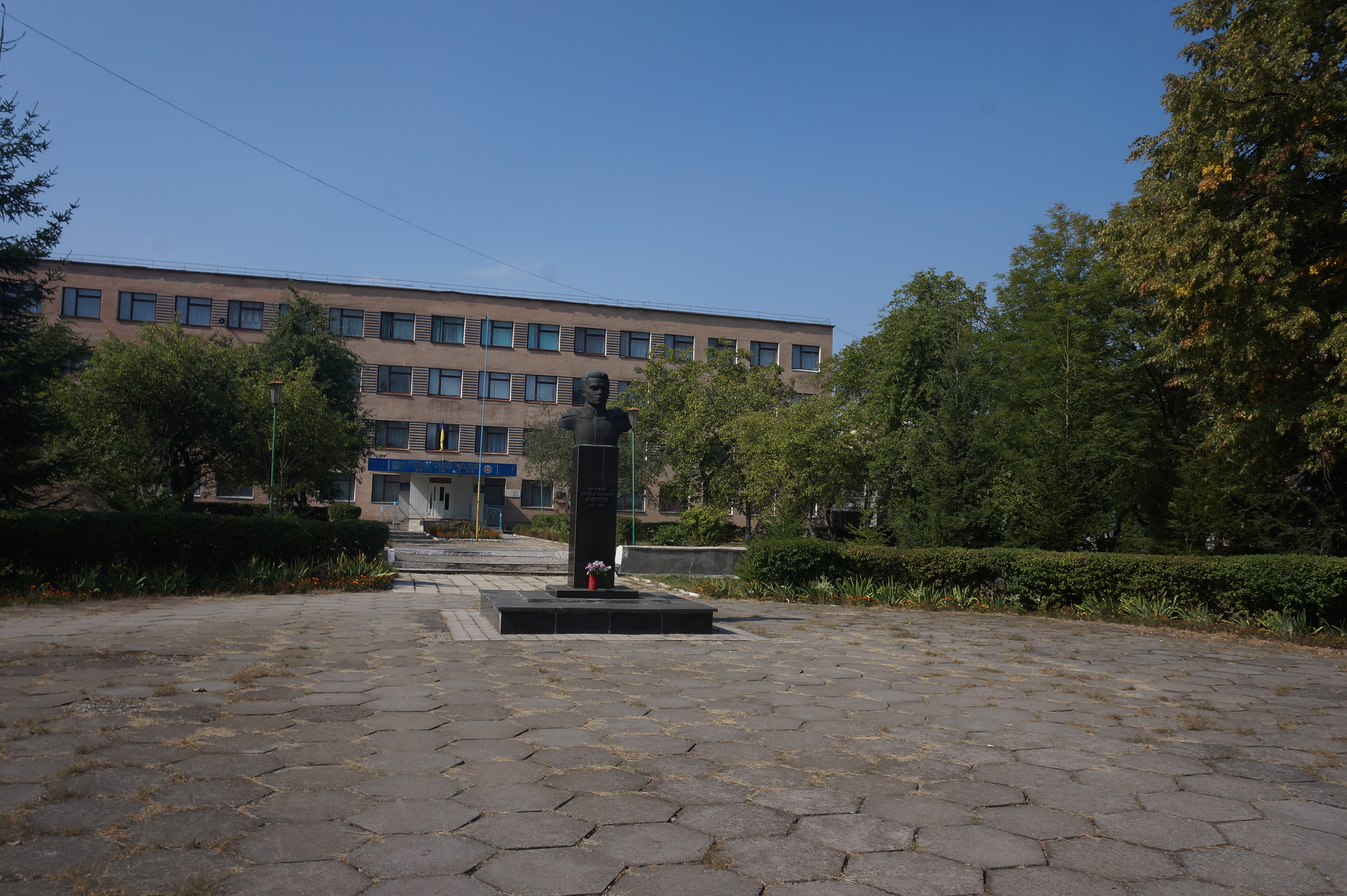
Бюст в городе Волочиск Хмельницкой области Украины.

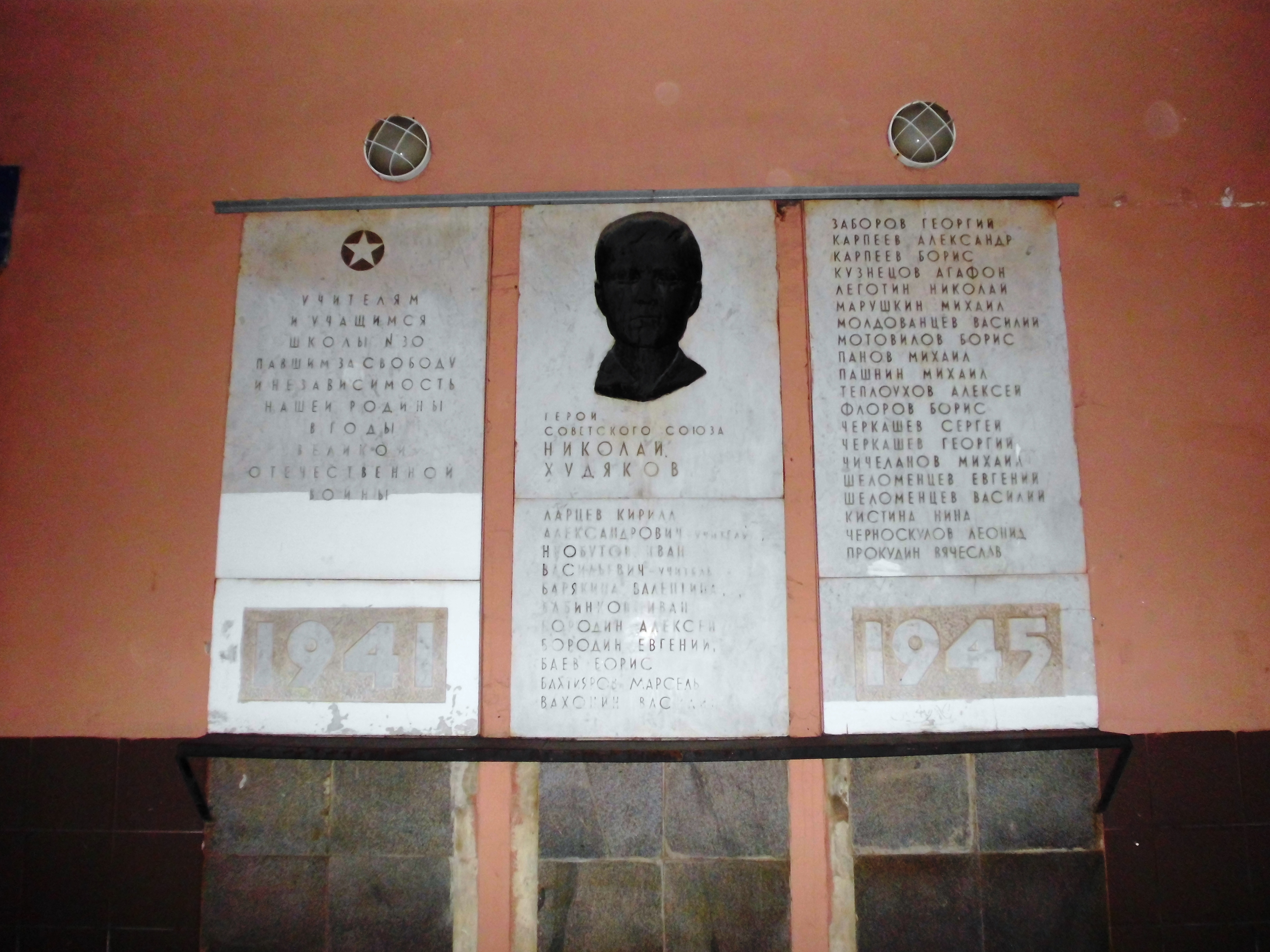
Мемориальная доска на здании школы № 30, г. Челябинск, ул. Володарского, 20.

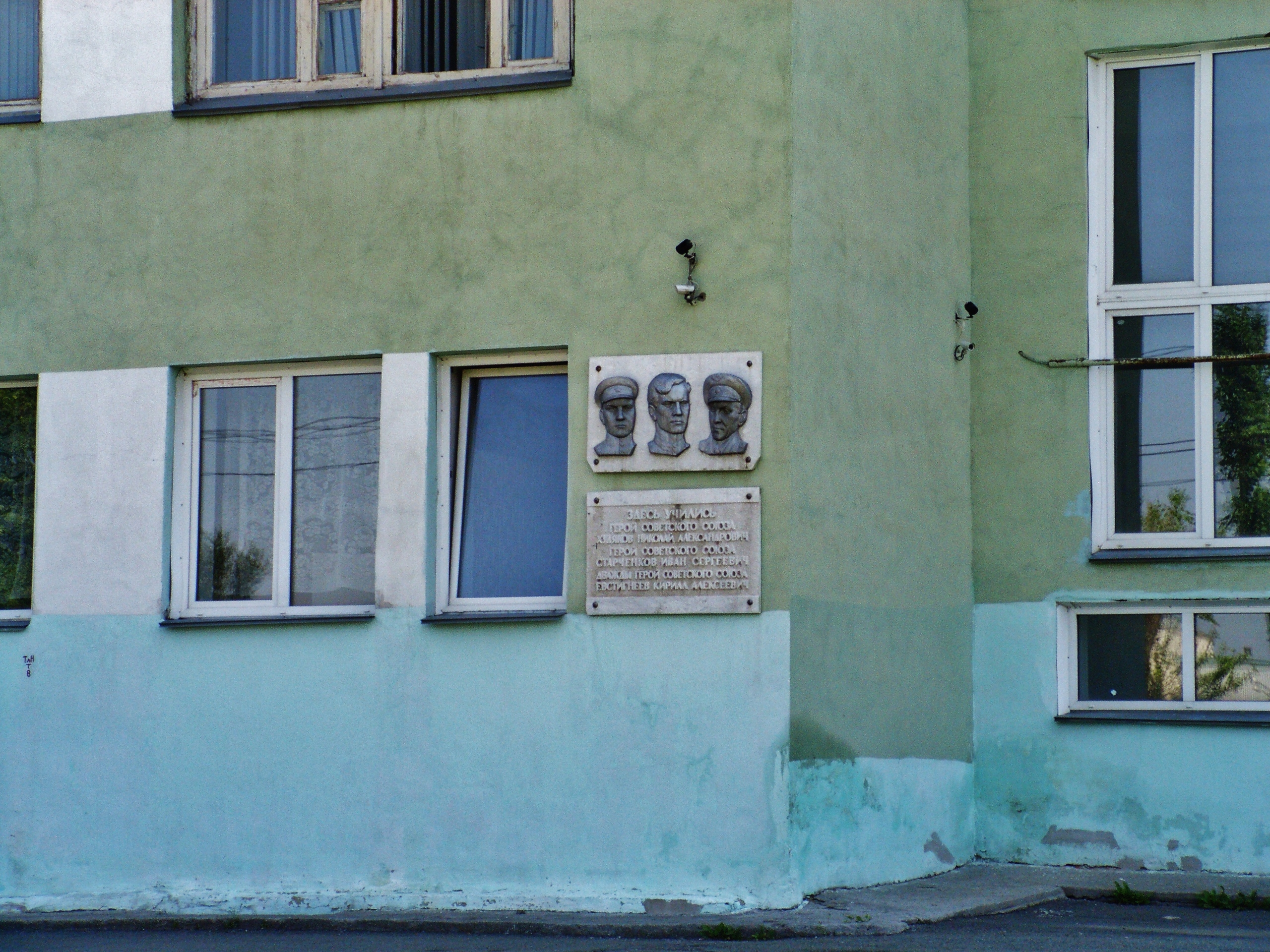
Памятный знак: «Здесь учились Герой Советского Союза Худяков Николай Александрович, Герой Советского Союза Старченков Иван Сергеевич, дважды Герой Советского Союза Евстигнеев Кирилл Алексеевич», Челябинск, улица 40 лет Октября, 21.

Информационная доска, Челябинск, ул. Худякова, 10.

Никола́й Алекса́ндрович Худяко́в (25 октября 1925, Пуктыш, Уральская область — предп. 23 февраля 1945) — Герой Советского Союза.

## Биография
Николай Александрович Худяков родился 25 октября 1925 года в крестьянской семье в селе Пуктыш Пуктышского сельсовета Щучанского района Челябинского округа Уральской области, ныне село входит в Щучанский муниципальный округ Курганской области. Русский.
Затем семья переехала в деревню Шершни (ныне в черте города Челябинска). Окончив начальную школу, уехал в Челябинск. В 1941 году окончил 6 классов школы № 30 города Челябинска и поступил в ремесленное училище ФЗУ № 14 при Челябинском тракторном заводе, где получил специальность слесаря-инструментальщика. Работал слесарем-инструментальщиком на Челябинском инструментальном заводе. Слесарь третьего разряда, с ноября 1942 года работал на эвакуированном из Москвы заводе «Калибр», изготовляя скобы. В призыве на фронт ему было трижды отказано.
Н. А. Худяков в феврале 1943 года записался добровольцем во вновь формируемый Уральский танковый добровольческий корпус, призван Сталинским РВК г. Челябинска. Окончил школу наводчиков противотанковых ружей в 54-м учебном снайперском полку 8-й учебной бригады.
С 1943 года член ВКП(б).
С 5 марта 1944 года на фронте. Воевал в качестве наводчика противотанкового ружья 2-го мотострелкового батальона 29-й Унечской гвардейской мотострелковой бригады, 10-го танкового добровольческого корпуса, 4-й танковой армии, 1-го Украинского фронта. Принимал участие в боях Проскуровско-Черновицкой наступательной операции, Львовско-Сендомирской наступательной операции, Висленско-Одерской наступательной операции.
В марте 1944 года в оборонительном бою за ж\д станцию Фридриховка (ныне в черте города Волочиск Хмельницкой области Украины), гвардии сержант Н. А. Худяков подбил три тяжёлых танка противника PzKpfw VI «Тигр», будучи дважды ранен, он не оставил поле боя.
Указом Президиума Верховного совета СССР от 23 сентября 1944 года, за проявленные в этом бою мужество и героизм, Николаю Алексеевичу Худякову (так в документе) было присвоено звание Героя Советского Союза с вручением ордена Ленина и медали «Золотая Звезда». Награду получил в Москве, после лечения в госпитале.
Вскоре, в боях на территории западной Польши, при форсировании реки Одер, Н. А. Худяков пропал без вести (погиб по другим сведениям). Точная дата неизвестна, ориентировочно: 23 февраля 1945 года.

## Награды
- Герой Советского Союза, 23 сентября 1944 года[3][4][5]
  - Орден Ленина
  - Медаль «Золотая Звезда»

## Память
- Именем Николая Худякова названа улица в Центральном районе города Челябинска.
- Бюст в городе Волочиске Хмельницкой области Украины — 49°32′05″ с. ш. 26°11′55″ в. д.HGЯO
- Плита на памятнике погибшим в годы Великой Отечественной войны в селе Пуктыш Щучанского муниципального округа Курганской области — 55°28′24″ с. ш. 62°42′09″ в. д.HGЯO
- МАОУ «Средняя общеобразовательная школа № 30 г. Челябинска им Н.А. Худякова», город Челябинск, ул. Володарского, 20
- Мемориальная доска на здании МАОУ «Средняя общеобразовательная школа № 30 г. Челябинска им Н.А. Худякова», город Челябинск, ул. Володарского, 20 — 55°09′49″ с. ш. 61°23′07″ в. д.HGЯO
- Мемориальная доска на здании бывшего профессионально-технического училища № 1 (ныне частное образовательное учреждение средняя общеобразовательная школа «Лидер»). Надпись: «Здесь учились Герой Советского Союза Худяков Николай Александрович, Герой Советского Союза Старченков Иван Сергеевич, дважды Герой Советского Союза Евстигнеев Кирилл Алексеевич». Автор В. Б. Феркель; город Челябинск, улица 40 лет Октября, 21 — 55°09′51″ с. ш. 61°27′02″ в. д.HGЯO
- Информационная доска, город Челябинск, улица Худякова, 10 — 55°08′53″ с. ш. 61°22′30″ в. д.HGЯO[6]
- Мемориальная доска на здании филиал МБОУ «Лицей № 11 г. Челябинска», город Челябинск, улица Худякова, 16 — 55°08′52″ с. ш. 61°22′01″ в. д.HGЯO[7]
- Мемориальная доска на здании Пуктышской основной общеобразовательной школы — филиала МКОУ «СОШ № 4» г. Щучье, Курганская область, Щучанский муниципальный округ, село Пуктыш, ул. Молодежная, 15 — 55°28′22″ с. ш. 62°41′55″ в. д.HGЯO
- В МАОУ «Средняя общеобразовательная школа № 30 г. Челябинска им Н. А. Худякова» есть музей, где хранятся личные вещи, письма к матери и сестрам, фронтовые воспоминания Н. Худякова[8].
- В МБОУ «Школа-интернат № 4 г. Челябинска», которая расположена на улице, названной в честь Героя Советского Союза Николая Худякова есть школьный музей, где хранятся воспоминания матери Н. Худякова Дарьи Андреевны, которая долгие годы дружила с ребятами[9].